# Чоколада
Чоколада  (настала од наватл речи „czoko-latl“ - „какаово пиће“) је посластичарски производ који се прави од какаа, масти, заслађивача и других додатака. Најчешће се производи у облику таблица. У неким државама, посебно у Мексику, доста се користи чоколада у облику пића у води или некој другој течности. Чоколада има високу енергетску вредност - 100 грама чоколаде садржи 2.100-2.500  (500-600 калорија).
Какао су култивисале многе културе више од три миленијума у Мезоамерици. Најранија евиденција употребе чоколадних пића потиче од Мокаја (Мексико и Гватемала) из периода око 1900. п. н. е. Заправо, већина мезоамеричких народа је користила чоколадна пића, укључујући Маје и Астеке, који су правили пиће познато као xocolātl, што је наватлска реч са значењем „горка вода”. Семе какао дрвета има интензивно горак укус и мора бити ферментисано да би се развила арома.
Након ферментације, зрна се суше, чисте, и пеку. Љуска се уклања да би се произвела какао језгра, која се затим мељу до какао масе, необрађене чоколаде у грубој форми. Кад се какао маса утечни загревањем, настаје чоколадна течност. Течност се исто тако може охладити и обрадити у две компоненте: какао чврсту масу и какао бутер. Чоколада за кување, које је назива и горком чоколадом, садржи какао чврсту материју и какао бутер у варирајућим пропорцијама, без додатог шећера. Највећи део чоколаде која се конзумира у данашње време је у форми слатке чоколаде, комбинације какао чврсте масе, какао бутера или додатог биљног уља, и шећера. Млечна чоколада је слатка чоколада која додатно садржи млеко у праху или кондензовано млеко. Бела чоколада садржи какао бутер, шећер, и млеко, али не и какао чврсту масу.
Чврсте какао масе су извор флавоноида и алкалоида, као што су теобромин, фенетиламин и кофеин. Чоколада такође садржи анандамиде.
Чоколада је постала један од најпопуларнијих типова хране и зачина у свету, и велики број прехрамбених производа који садрже чоколаду је створен, посебно десерти међу којима су торте, пудинзи, мусови, чоколадни колачи, и колачи са гранулама чоколаде. Многе бомбоне су пуњене или покривене заслађеном чоколадом, и табле од чврсте чоколаде и слаткиши покривени чоколадом се једу као ужине. Поклони од чоколаде у различитим облицима (нпр., јаја, срца, кованице) су постали традиционални током појединих празника на Западу, као што су Ускрс, Дан заљубљених, и Ханука. Чоколада се исто тако користи у хладним и топлим пићима као што су чоколадно млеко и топла чоколада и у неким алкохолним пићима, као што је чоколадни ликер.
Мада је какао пореклом из Америка, задњих година су афричке нације почеле да преузимају водећу улогу у његовој продукцији. Од 2000-их, западна Африка испоручује скоро две трећине светске производње, при чему Обала слоноваче узгаја скоро половину те количине.

## Етимологија
Реч „чоколада” је ушла у употребу из шпанског око 1600. године. Реч је ушла у шпански из наватлске речи chocolātl, језика Астека, док је прецизна етимологија наватлске речи предмет дебата. Једна предложена етимологија изводи је из речи chicolatl, са значењем „тучено пиће”, која је могла да буде изведена из назива штапа за стварање пене, chicoli. Термин „чоколадни чип” је први пут коришћен 1940. Термин „чоколадер”, за особу која прави чоколадне производе је у употреби од 1888.

## Историја чоколаде

### Мезоамеричка употреба
Какао, главни састојак чоколаде, потиче из тропских низија у Јужној Америци, а гаји се последња 3 миленијума у Централној Америци и Мексику. На пример, једна посуда пронађена на Олмешкој археолошкој локацији на Златној обали Веракруза, Мексико, датира чоколадну припрему међу преолмешким народима још у период око 1750. п. н. е. На пацифичкој обали у државаи Чијапас, Мексико, Мокајанска архаеолошка локација пружа евиденцију да су какао пића употребљавана чак и раније, око 1900. п. н. е. Остаци и тип посуда у којима су они пронађени индицирају да иницијална употреба какаоа није била једноставно као пиће, него да је бела пулпа око какао зрна вероватно коришћена као извор ферментабилних шећера за алкохолно пиће.
Један од раних записа о какао употреби потиче из око 1100. п. н. е. Археолози су новембра 2007. нашли доказе о гајењу какаоа у месту Пуерто Ескондидо у Хондурасу, које потичу из периода 1100—1400. године п. н. е. Мезоамеричке цивилизације, укључујући Маје и Астеке, спремале су чоколадна пића под именом xocolātl (језик наватл), што значи „горка вода“. Овом пићу су додавали ароме ваниле и чили. Какао и чоколада су сматрани за луксузне и скупе производе у Средњој Америци у доба пре доласка Европљана. По старој мексичкој легенди, чоколада је била пиће богова у рају, а семе дрвета какаоа су богови дали људима као благослов. Астеци су у знак захвалности сваке године приносили људску жртву, а последњи оброк жртвованог био је какао. У 18. веку, механички млинови за млевење какаоа су омогућили производњу чврсте чоколаде.
У једној мајанској гробници из раног класичног периода (460–480) са локације Рио Азул нађене су посуде са мајанским глифама за какао са остацима чоколадног пића, што сугерише да су Маје користиле чоколаду око 400. године. Dокumenи у мајанским хијероглифама наводе да је чоколада коришћена за церемонијалне сврхе, као и у свакодневном животу. Маје су узгајали какао стабла и њиховим двориштима, и користили су какао семе који је дрвеће производило за прављење пенушавог, горког пића.
До 15. века, Астеци су задобили контролу над већим делом Мезоамерика и адаптирали су какао у њихову културу. Они су асоцирали чоколаду са Кецалкоатлом, кога су, према једној легенди, остали богови су протерали зато што је дао чоколаду људима, и поистовећивали су њену екстракцију из махуна са вађењем људског срца при подношењу жртви. За разлику од Маја, који су користили топлу чоколаду, Астеци су је пили хладну, зачињену широким варијететом адитива, укључујући латице Cymbopetalum penduliflorum дрвета, чили, најквирц, ванилу, и мед.
Астеци нису били у позицији да сами узгајају какао, пошто је њихова територија на Мексичкој висоравни била неподесна за то, тако да је чоколада била луксузна роба која је увожена у царство. Од оних који су живели у областима којима су владали Астеци се очекивало да дају какао семе као наплату пореза који је сматран „поклоном”. Какао зрна су често употребљавана као валута. На пример, Астеци су користили систем у коме је ћурка коштала 100 какао зрна, а све свежи авокадо је вредео три зрна.

### Европска адаптација
До 16. века, Европљани нису познавали популарно пиће централне и јужноамеричких народа. Кристифор Колумбо и његов син Фердинанд су наишли на какао зрна на Колумбовој четвртој мисији у Америкама дана 15. августа 1502, кад су он и његова посада запленили велики локални кану који је садржао какао семе међу осталом робом за трговину. Шпански конкистадор Ернан Кортес је вероватно био први Европљанин који се сусрео са чоколадом у виду пенушавог пића које се служило као део рутине након вечере на Монтезумином двору. Хозе де Акоста, шпански језуитски мисионар који је живео у Перуу и затим у Мексику у касном 16. веку, писао је о растућем утицају овог пића на Шпанце:
Отпорно је за оне који нису упознати са њим, са кором или пеном која је врло непријатног укуса. Ипак, то пиће је веома цењено међу Индијанцима, са којим они госте племиће који пролазе кроз њихову земљу. Шпанци, мушкарци и жене који су навикнути на ову земљу, веома су пожудни за чоколадом. Кажу да они праве разне врсте пића, нека врућа, нека хладна и нека умерена, и да стављају у њега пуно тог „чилија”; исто тако, они праве пасту, за коју кажу да је добра за стомак и против катара.
Мада је Колумбо донео какао зрна назад у Шпанију, чоколада није имала утицаја док је шпански калуђери нису представили шпанском двору. Након шпанског освајања Астечког царства, почео је увоз чоколаде у Европу. Она је брзо стекла популарност на двору. Још увек је служена као пиће, али су Шпанци додавали шећер, као и мед, да би поништили природну горчину. Ванила је исто тако била популарни додатак, а чили и други зачини су понекад коришћени да би се створила илузија потентнијег укуса ваниле. Нажалост, ти зачини су имали тенденцију да поремете европску конституцију; Француска енциклопедија наводи, „Пријатан мирис и узвишени укус који дају чоколади учинили су је веома препоручљивом; али је дугогодишње искуство показало да могу потенцијално да узнемире желудац,” из ког разлога је чоколада без ваниле понекад називана „здравом чоколадом”. До 1602, чоколада је стигла из Шпаније у Аустрију. До 1662, Папа Александар VII је изјавио да верски постови нису прекинути конзумирањем чоколадних напитака. У року од сто година, чоколада је успоставила своје место у Европи.
Нови талас потражње за чоколадом је настао са развојем тржишта робљем, пошто је између раних 1600-их и касних 1800-их, радно интензивна и спора прерада какао зрна била ручна. Какао плантаже су се рашириле, са енглеском, холандском и француском колонизацијом и успоставом плантажа. Након исцрпљивања понуде мезоамеричких радника, углавном услед болести, какао продукција је спровођена употребом слабо плаћене радне снаге и афричког робља. Ветрењаче и млинови на коњски погон су коришћени у производњи, као допуна људском раду. Загревање радних површина стоног млина, један изум који се појавио у Француској 1732. године, је исто тако помогло у екстракцији.
Нови процеси који су убрзали производњу чоколаде су се појавили током ране индустријске револуције. Године 1815, холандски хемичар Конрад ван Хутен је увео алкалне соли у чоколаду, чиме је умањена њена горчина. Неколико година касније, у 1828, он је креирао пресу за уклањање око половине природних масноћа (какао бутер) из какао течности, што је учинило чоколаду јефтинијом за продукцију и дало јој је конзистентнији квалитет. Тај изум је увео модерну еру чоколаде. Познат као „холандски какао”, ова машински пресована чоколада је била инструментална у трансформисању чоколаде у њену чврсту форму кад је 1847. године Јозеф Фрај пронашао начин да учини чоколаду подесном за обликовање додавањем назад какао бутера. Млеко је понекад коришћено као адитив у чоколадним пићима од средине 17. века, али је 1875. године Даниел Питер изумео млечну чоколаду мешањем млека у праху које је развио Анри Нестле са течношћу. Године 1879, текстура и укус чоколаде су додатно побољшани кад је Рудолфи Линдт изумео машине за кончирање.
Поред фирме Нестле, бројне значајне фирме за производњу чоколадних производа су започеле са радом у касном 19. и раном 20. веку. Rowntree's из Јорка су успоставили и почели са производњом чоколаде 1862, након куповине бизниса Так фамилије. Cadbury је почео са производњом чоколадних кутија у Енглеској 1868. Године 1893, Милтон С. Херши је купио опрему за обраду чоколаде на Светској изложби из 1893 у Чикагу, и ускоро је почео каријеру Хершијевих чоколада са чоколадом прекривеним карамелама.

### Чоколада на југословенским просторима
- 1896. чоколада се ручно правила у манастиру у Брестаници, код Кршка
- 1897. Коста Шонда први продаје чоколаду у Београду
- 1911. „Унион“ у Загребу, данас Краш производи прву чоколаду
- 1922. „Горењка“ у Љубљани
- 1924. „Рода“ фабрика прави чоколаду са истим именом у фабрици у Земуну, сада чоколада „Мањеж“ од Штарка
- 1938. „Галеб“ чоколада у фабрици Јосипа Руфа, данас „Пионир“ у Суботици

### Светски дан чоколаде
У целом свету се 7. јула обележава Дан чоколаде којим се слави долазак чоколаде у Европу још давне 1550. године. Овај дан је врло значајан јер милијарду људи свакодневно једе чоколаду. Овај дан се обележава од 2009. године.

## Процес обраде
Добра чоколада се прави од пажљиво одабраних врста зрна какаоа и њихове мешавине. Постоје три основне врсте какао зрна: Форестеро, Криоло (најстарије и најређе) и Тринитарио.
Какао дрво или Theobroma cacao (у преводу: храна богова) расте у подручју екватора, а даје плодове два пута годишње. Род није подједнаког квалитета, па се зрна бољег рода користе за квалитетнију чоколаду.
Семе какаоа има горак укус, и потребно је преври да би развило карактеристичну арому и боју. После ферментације, зрно се љушти, суши и пече у специјалним бубњевима на температури од 120 до 140 °C. Затим се дроби, сеје кроз сито и сортира по величини. Какао зрна се мељу, како би се добила густа какао маса. Обрадом, под великим притиском од ње настаје какао бутер (пресовањем се ослобађа вишак масноће) и какао прах.
Количина масноће у какао зрну је 54%, али могу се направити и врсте ове посластице са нижим процентом.
У зависности од жељене врсте чоколаде прави маса. Затим се смеса пропушта кроз ваљке чиме се добија фина структура, после чега је чоколада меша на температури од 60 до 80 °C, што може трајати и више сати. На крају се додаје лецитин и какао бутер.
Овако спремљена чоколада може се транспортовати или излити у жељени облик.
Црна чоколада се прави од какао масе, какао бутера и шећера, а млечној чоколади се додаје и млеко у праху.

## Нутритивна вредност
Црна чоколада садржи биљне протеине, какао бутер, липиде, млеко (у праху), калцијум, какао масу, калијум, магнезијум, фосфор.
Какао зрно има велику енергетску вредност. Садржи и алкалоиде, теобромин, који стимулише бубреге и кофеин, који стимулише мозак. Чоколада садржи четвртину количине кофеина који се налази у једној шољи кафе.

### 100 грама чоколаде садржи
- беланчевине 10g
- масноће 27g
- угљенихидрати 54g
- калијум 400
- магнезијум 300
- фосфор 250
- калцијум 100
- натријум 12
- гвожђе 3
- теобромин 500

## Врсте чоколаде
- Чоколада за кување или незаслађена чоколада не садржи додатке попут млека или шећера.
- Црна чоколада садржи већи проценат какао зрна (минимум 50% какао делова). Остали састојци су шећер, ванила, соја лецитин. Сматра се најквалитетнијом и најздравијом врстом чоколаде. Црна чоколада се може поделити према проценту какаоа, какао бутера и шећера. Уколико садржи најмање 15% течног какаоа и исто толико какао бутера, а минимум укупне количине какао делова је 60%, онда спада у слатке чоколаде. Уколико је проценат течног какаоа најмање 35% и исто толико какао бутера и шећера, онда спада у горке чоколаде.[30]
- Млечна чоколада садржи исте састојке као и црна, али се додаје и млеко у праху, чији квалитет заједно са процентом какао делова одређује квалитет. Сматра се да мора имати минимум 30% какао делова.
- Бела чоколада садржи све састојке као и млечна осим што има какао бутер, а не какао масу. Квалитетна бела чоколада мора имати минимум 26% какао делова, односно какао бутера.

## Чоколада и здравље
Чоколада садржи велики број хемијских састојака.
Фенилетиламин делује на крвни притисак и ниво глукозе у крви.
Магнезијум смирује нервну напетост, а гвожђе помаже код благе анемије. Кофеин је такође у саставу чоколаде, али га има много мање него у кафи, количина у једној шољици једнака је количини у 800g чоколаде.
Претпоставка је да теобромин подстиче жељу за чоколадом, а садржи и састојке попут триптофанелина, који ствара серотонин.
Према резултатима светских истраживања доказано је да црна чоколада, која садржи 60% какао делова и више, веома јак антиоксиданс, будући да садржи полифенол и флавоноид, чисти организам од слободних радикала. Такође до 10% повећава производњу ХДЛ (доброг холестерола), који штити крвне судове.
Чоколада је и веома калорична, има висок проценат масти и шећера, а сматра се да може бити узрочник мигрене.
Чоколада је извор и минерала: фосфора, магнезијума, гвожђа и калијума.

## Чување чоколаде
Чоколада се чува на сувом и хладном месту, на температури од 10-15 °C и влажности ваздуха 60-70%, најбоље у затвореној посуди, будући да лако апсорбује мирисе.
Уколико је температура повишена, какао бутер ће се отопити, рекристалисати на површини, што неће променити укус, али хоће изглед.
Уколико је влажност повишена, раствориће се кристали шећера, који ће се рекристалисати, стварајући превлаку, ово ће променити и укус.

## Митови и предрасуде
Тврдње да је чоколада лоша за организам се углавном базирају на већој концентрацији шећера и биљних масти у исхрани. Квалитетна чоколада садржи чист какао маслац без додате масноће и са веома мало или без шећера. Тврђења да чоколада изазива мигрене, гојазност, каријес, акне и алергије су одбачене од стране стручне медицинске јавности.
- Мигрене: Сир и чоколада су сматрани узроцима мигрена, што се повезује са великим дозама тирамина. Међутим, чоколада садржи веома малу количину тирамина, много мање него што га сир садржи.
- Гојазност: Квалитетна горка чоколада се тешко може сматрати узроком гојазности, с обзиром да садржи много мање шећера од "обичне" чоколаде. Осим тога, због веће цене мање се користи у исхрани.
- Акне: Анкете рађене у Америци показују да не постоји корелација између конзумирања чоколаде и појаве акни код тинејџера. Главни кривац су хормонални дисбаланси и недовољни унос свежег воћа и поврћа у организам.
- Каријес: Чоколада се топи у устима, па је њен контакт са зубима веома кратак. Иако шећер доприноси развоју каријеса, ризик је много мањи у односу на онај који се односи на употребу лепљивих слаткиша или карамела, који остају у устима много дуже.
- Алергије: Мање од 2% популације има наследне нутритивне алергије, па је алергија на чоколаду изузетно ретка. Вероватније је да се при конзумирању чоколаде јаве алергије на млеко или лешнике.